# Biflustra limosoidea
Biflustra limosoidea is een mosdiertjessoort uit de familie van de Membraniporidae. De wetenschappelijke naam van de soort is, als Membranipora limosoidea, voor het eerst geldig gepubliceerd in 1991 door Liu.